# Ferreira Aragão
Raimundo Nonato Ferreira Aragão (Forquilha, 14 de fevereiro de 1958) é um contabilista, advogado, comunicador e político brasileiro com atuação no Ceará, onde foi deputado estadual.

## Biografia
Filho de José Cavalcante Aragão e Adalgisa Gomes Ferreira, Raimundo Nonato Ferreira Aragão é formado em ciências contábeis e direito, além de ser pós-graduado em direito penal. Iniciou a carreira de comunicador na Rádio Iracema, de Sobral, e na Rádio Educadora do Nordeste. Em seguida passou pela Rádio Cultura de Campinas-SP e pela Rádio Jornal de Americana. Atuou na Bahia em 1983, onde foi locutor da FM Piatã de Salvador.
Como integrante do PDT, no ano de 2004 foi eleito vereador em Fortaleza com 10 554 votos. Já em 2006, foi eleito deputado estadual e acabou sendo reeleito nos anos de 2010 e 2014.